# Eurhadina nasti
Eurhadina nasti är en insektsart som beskrevs av Irena Dworakowska 1969. Eurhadina nasti ingår i släktet Eurhadina och familjen dvärgstritar. Inga underarter finns listade i Catalogue of Life.